# MSA Lokomotiw
MSA Lokomotiw, nazwa sponsorska Sapsan Arena – stadion piłkarski w Moskwie.
Powstał w 2009 roku jako boisko treningowe dla Lokomotiwu, zaledwie kilkadziesiąt metrów od głównego stadionu.
Stadion jest wykorzystywany dla meczów rezerw lub młodzieżówki, okazjonalnie dzierżawiony przez mniejsze kluby. W 2012 roku miała miejsce renowacja, po której pojemność stadionu wynosi 10 tysięcy miejsc.